# ゴリラのアイヴァン
『ゴリラのアイヴァン』（原題：The One and Only Ivan）は、2020年制作のアメリカ合衆国のファンタジー映画。
実話を基にしたキャサリン・アップルゲイト原作の世界的ベストセラー小説『世界一幸せなゴリラ、イバン』の映画化。アンジェリーナ・ジョリー製作。

## あらすじ
体重180キロのボスゴリラのアイヴァンは、郊外のショッピングモールでゾウのステラ、犬のボブ、その他様々な動物たちと一緒に暮らしている。
アイヴァンは自分が捕らえられるまで生活していたジャングルの記憶がほとんど無かったが、モールにやってきた赤ちゃんゾウのルビーが、アイヴァンの心の奥深くにしまわれていた何かに触れる。
家族と引き離されたルビーの存在が、アイヴァンにサーカスでの暮らしに疑問を投げかけさせるきっかけとなり、アイヴァンは元々の我が家であった自然の中に帰りたいと考えるようになる。

## キャスト
括弧内は日本語吹き替え声優
- マック：ブライアン・クランストン（内田直哉）
- ジョージ：レイモン・ロドリゲス（岸祐二）
- ジュリア：アリアナ・グリーンブラット（梅崎音羽）
- カステロ：オウェイン・アーサー（松川裕輝）
- ヘレン：ハンナ・ボーン（和優希）
- マヤ・ウィルソン：インディラ・ヴァルマ（熊谷海麗）
- キャンディス・テイラー：エレノア・マツウラ（阿部彬名）

声の出演
- ゴリラのアイヴァン〈ゴリラ〉：サム・ロックウェル（根本泰彦）
- ゾウのステラ：アンジェリーナ・ジョリー（深見梨加）
- 野良犬のボブ：ダニー・デヴィート（斎藤志郎）
- プードルのスニッカーズ：ヘレン・ミレン（宮沢きよこ）
- ニワトリのヘンリエッタ：チャカ・カーン（ニケライ・ファラナーゼ）
- アザラシのフランキー：マイク・ホワイト（虎島貴明）
- 赤ちゃんゾウのルビー：ブルックリン・キンバリー・プリンス（中村優月）
- ウサギのマーフィー：ロン・ファンチズ（深増祐一）
- オウムのセルマ〈ルリコンゴウインコ〉：フィリッパ・スー（大平あひる）

## 公開
当初は2020年8月14日にウォルト・ディズニー・スタジオ・モーション・ピクチャーズによる配給で、アメリカでの劇場公開が予定されていたが、新型コロナウイルスの影響により、定額制動画配信サービス「Disney+」での配信に変更となった。日本でも同年9月11日から同サービスにて配信を開始した。
2023年5月、ウォルト・ディズニー・カンパニーは動画配信事業における赤字を削減するため、一部作品の配信を今後取り止めることを表明。同月に配信打ち切り予定作品のリストが社内に公開され、本作品もその対象に入っていることが報じられた。この報道を受けて、マック役を演じたブライアン・クランストンは自身のInstagramにおいて、「（本作品が）永久に消えてしまう前に、今週末に見てください」とのコメントを述べた。その後、同月27日3時（アメリカ東部標準時）にDisney+から本作品が削除された。
2023年9月、主要ビデオ・オン・デマンドサービス事業者からセル配信の販売・レンタルという形で本作品のデジタル配信が再開された。日本でも同年12月12日から同様の措置が取られている。